# Біоелектрогенез
Біоелектрогенез — це процес генерації електроенергії живими організмами. Біоелектричні процеси відіграють регуляторну, енергетичну, інформаційну та інші ролі в функціонуванні живих систем. Одним з таких процесів є нервовий імпульс. Прикладом біоелектрогенезу є електрогенеруюча здатність деяких водних істот (електричний вугор, електричний сом). Зазвичай такі істоти, крім генерації енергії часто володіють також електрочутливими здібностями. Електрогенез використовується ними для електролокації, самозахисту, електрозв'язку.
Процеси біоелектрогенезу пов'язані з наявністю в клітинах мембранних структур. Біоелектричні потенціали на плазматичній мембрані поділяються на стаціонарні і потенціали збудження

### Електричні потенціали в тканинах[2]
У процесі життєдіяльності в клітинах і тканинах можуть виникати різниці електричні потенціали:
1) окислювально-відновні потенціали — внаслідок перенесення електронів від одних молекул до інших;
2) мембранні — внаслідок градієнта концентрації іонів і перенесення іонів через мембрану.
Біопотенціали, реєстровані в організмі, — це в основному мембранні потенціали.
Мембранним потенціалом називається різниця потенціалів між внутрішньою (цитоплазматичною) і зовнішньою поверхнями мембрани.